# ذي البارات (بعدان)

تعديل مصدري - تعديل

ذي البارات هي إحدى قرى عزلة سير بمديرية بعدان التابعة لمحافظة إب، بلغ تعداد سكانها 369 نسمة حسب تعداد اليمن لعام 2004.